# ヨースト・レーシング

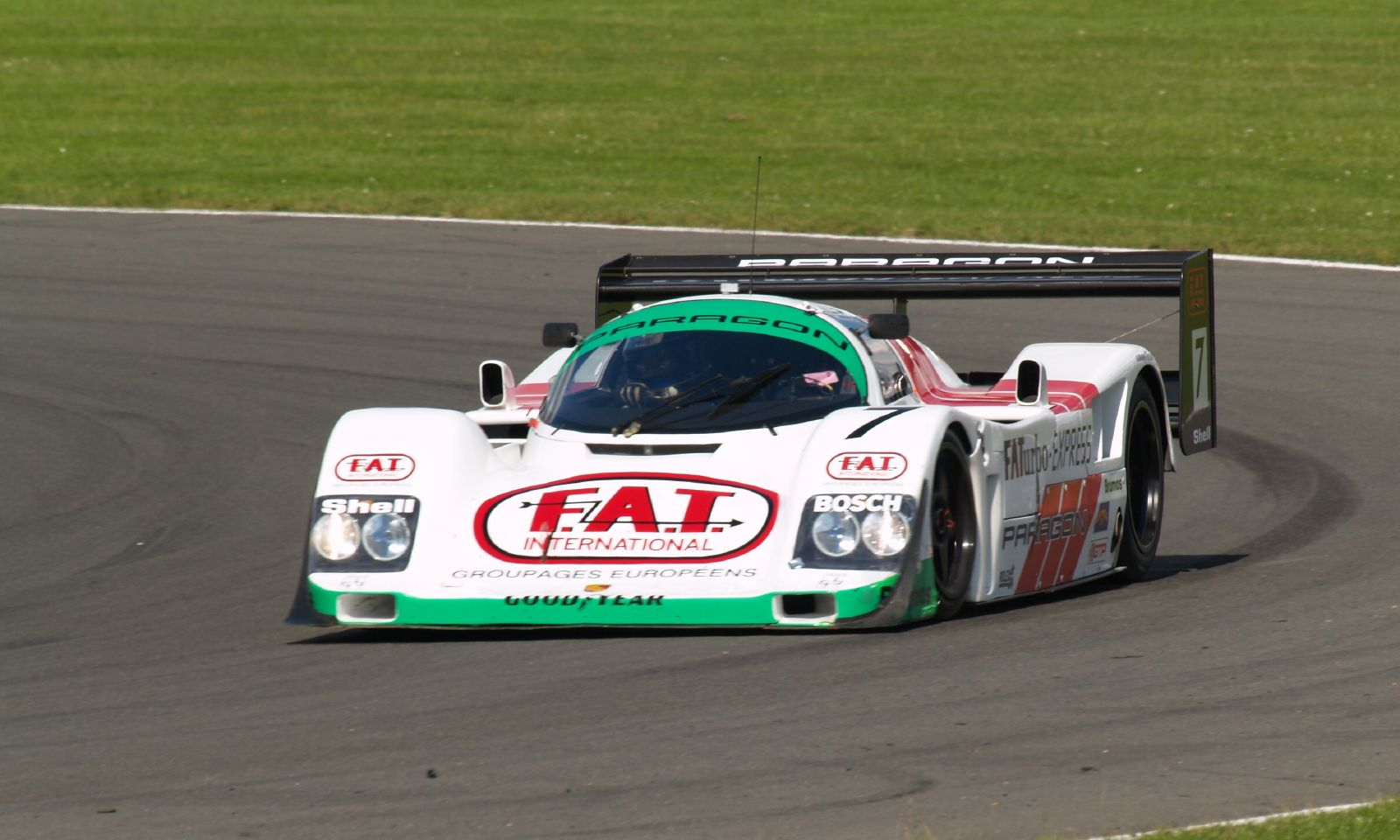
IMSA GT選手権で使用したポルシェ・962C

ヨースト・レーシング (Joest-racing ) はドイツのレーシングチームである。日本のメディアではイェストとする表記もある。スポーツカーレースの強豪チームのひとつであり、自動車メーカーのワークス活動を代行することもある。

## 概要
1978年に元ポルシェのワークスドライバーであったラインホルト・ヨーストによってヴァルト＝ミヒェルバッハに設立された。以降耐久レースをメインに活動。
1985年のル・マン24時間レースには独自にモトロニックのセッティングを施したポルシェ・956Bを使用してポルシェ・ワークスに打ち勝つなどル・マン24時間レースで15勝を挙げており、ル・マンに参戦するチームの中でも有力な存在である。
また1988年のル・マン24時間レースにはワークスシャシーのポルシェ・962Cであったシリアルナンバー962-004を譲り受けて参戦したり、1989年のル・マン24時間レースには準ワークスとして参戦するなどポルシェから深い信頼を得ていった。この時期にはブルン・モータースポーツ、クレマー・レーシングと並んでポルシェの三強と並び称される事もあった。
1991年からIMSA GTPに本格参戦、開幕戦デイトナ24時間レースで優勝を記録した。
その後もワークス・ポルシェと密接な関係を保ち、ポルシェがIMSA用に開発してお蔵入りしてたTWRポルシェWSC-95(モノコックはTWR製)を、ヨーストが拝借。1996年と1997年のル・マンを連覇してみせた。
翌1998年、必勝を期すポルシェはヨースト陣営をワークスに取り込み、水冷フラット6+6速シーケンシャルの最新コンポーネンツを搭載した2台をLMP1-98として参戦させている。（結果は2台ともリタイア）。
1998年にアウディと契約して以後はアウディの事実上のセミワークスチームとなり、アウディのプロトタイプレーシングカーの開発やレースオペレーションに深く関わり、R8でル・マンを連覇するなど耐久レースにおいての強さを見せつけていた。2003年にはベントレーのスピード8（ベースはR8ではあるが）でル・マンを制覇するなど使用車両に関係なく強さを発揮するなど「耐久王」の名にふさわしい活躍をしていたが、2016年にアウディが同年度をもってプロトタイプレーシング活動からの撤退を発表し、およそ20年近くに渡る両者の関係に終止符が打たれた。
2017年中盤に、それまでユナイテッド・スポーツカー選手権のPクラスにDPi車両で参戦していた北米マツダは、2018年からは従来のスピードソースに代わり、ヨーストにオペレーションを委託する旨を発表した。これによりヨーストは、約2年ぶりにプロトタイプレーシングの世界に復帰することになった。マシンはライリー・マルチマティック製LMP2をベースにしたマツダ・RT24-Pで、心臓部には英国AER製直4ターボを収める。しかし2020年3月、北米マツダは同月のセブリング12時間レースを最後にヨーストとの関係を終了することを発表している。
2021年は、アメリカのスポーツカーメーカーであるグリッケンハウスが、新たに開発するル・マン・ハイパーカー「SCG 007」でFIA 世界耐久選手権（WEC）に参戦するのに際し、レーシングチームのサポートを行う。

## 歴史

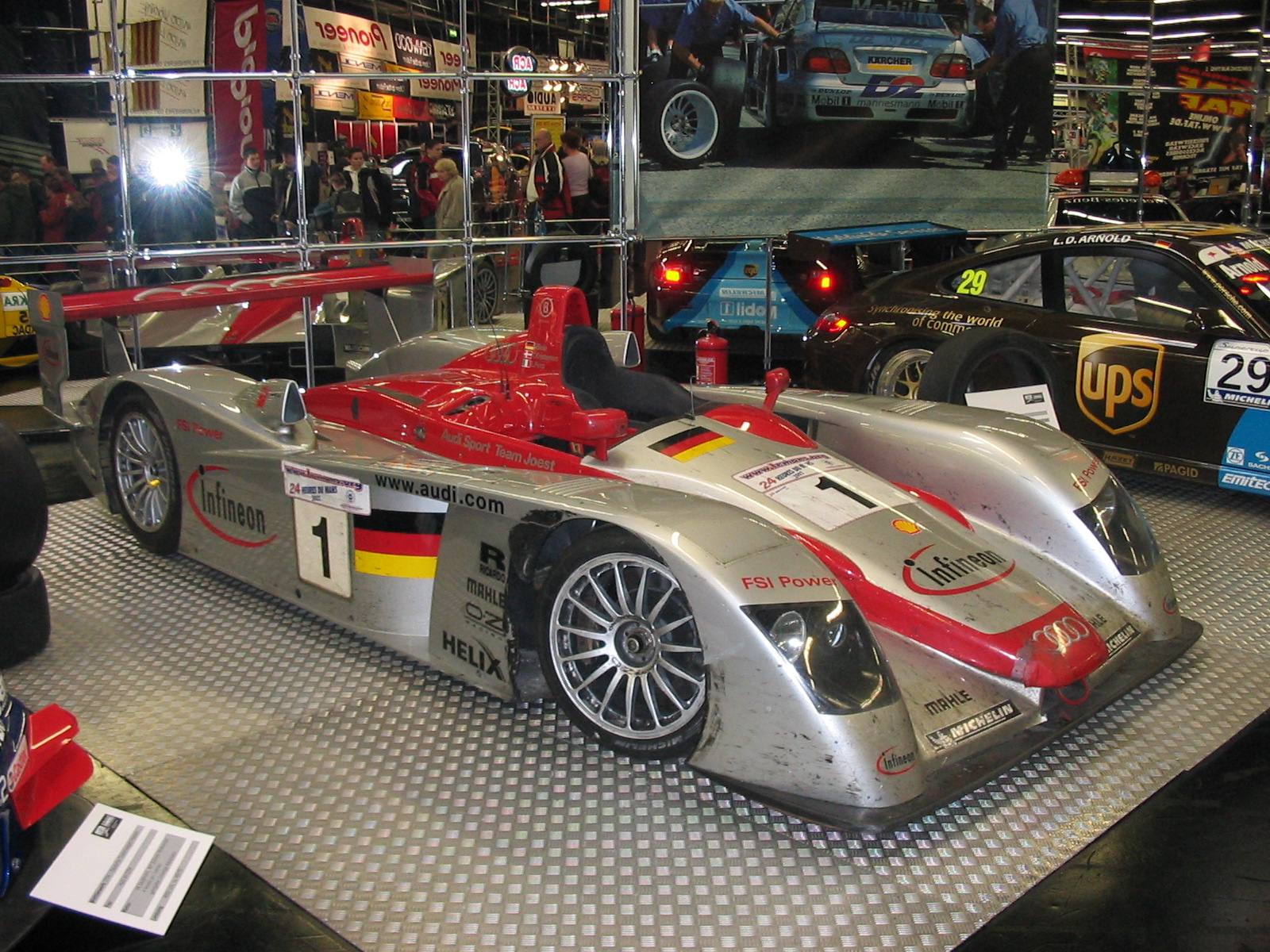
ル・マン24時間レースで2000年から三連勝したアウディR8

- 1978年 - レーシングドライバー出身のラインホルト・ヨーストにより創設され、ドライバーにハーレイ・ヘイウッドとピーター・グレッグを擁してヨーロピアン・スポーツカー・チャンピオンシップを制した。
- 1980年 - ポルシェ・935を使用しデイトナ24時間レースを制した。
- 1984年 - ポルシェ・956Bを使用しル・マン24時間レースを制した。
- 1985年 - ポルシェ・956Bを使用しル・マン24時間レースにて連勝した。
- 1996年 - ポルシェ・WSC95を使用しル・マン24時間レースを制した。
- 1997年 - ポルシェ・WSC95を使用しル・マン24時間レースにて連勝した。
- 1998年 - アウディとの契約を締結した。
- 2000年 - アウディ・R8を使用しル・マン24時間レースを制した。
- 2001年 - アウディ・R8を使用しル・マン24時間レースにて連勝した。
- 2002年 - アウディ・R8を使用しル・マン24時間レースにて三連勝した。
- 2003年 - ベントレー・スピード8を使用しル・マン24時間レースにて四連勝した。
- 2006年 - アウディ・R10 TDIを使用しル・マン24時間レースを制した。
- 2011年 - アウディ・R18 TDIを使用しル・マン24時間レースを制した。
- 2012年 - アウディ・R18 e-tron クアトロを使用しル・マン24時間レースを制した。
- 2013年 - アウディ・R18 e-tron クアトロを使用しル・マン24時間レース三連覇を達成。
- 2014年 - アウディ・R18 e-tron クアトロを使用しル・マン24時間レース四連覇を達成。
- 2017年 - マツダとの契約を締結した。